# رشا مجدي
رشا مجدي (13 مايو 1963) مذيعة وإعلامية وممثلة مصرية، ولدت في الكويت لأبوين مصريين. تلقت تعليمها في الكويت والتحقت بكلية الإعلام وعملت لفترة في التلفزيون الكويتي كمقدمة برامج منها «صباح الخير يا كويت». عاشت في الكويت حتى الغزو العراقي للكويت حيث عادت حينها إلى وطنها مصر.

## الحياة العملية
عملت رشا في تلفزيون الكويت عقب تخرجها من كلية الإعلام كمقدمة برامج ومذيعة ومنها برنامج «صباح الخير يا كويت»، ولم تستقر في عملها حيث اضطرت لمغادرة الكويت مع أسرتها والعودة لمصر لتستكمل مسيرة تعليمها بكلية الإعلام جامعة القاهرة، وعملت بعدها إعلامية في تلفزيون مصر، وقدمت برنامج «صباح الخير يا مصر» كما شاركت في تقديم بعض البرامج مثل «اتجاهات»، وطوال فترة عملها في التلفزيون المصري عملت كقارئة نشرات أخبار أيضًا، إلى أن أصبحت مدير عام للقناة الثانية المصرية. لاحقًا تركت رشا عملها في التلفزيون المصري بعد استقرارها لأكثر من عشرين سنة لتنضم إلى قناة فضائية خاصة وهي «صدى البلد».

## انتقادات

### 2011
تعرضت رشا مجدي للعديد من الانتقادات والهجوم بسبب بكائها أثناء إلقاء خطاب تنحي الرئيس المصري الراحل حسني مبارك، ولكنها بررت ذلك بأن بكائها خوفًا على مصير مصر وليس على مبارك.
ظهرت شائعة في ذلك الوقت تزعم قرابة رشا مجدي بالرئيس الراحل حسني مبارك، وقد أدّعى بعض مروجي الشائعات أنها شقيقة هيدي راسخ زوجة نجل الرئيس الراحل، وذلك لتشابه أسماء الأباء، ولكن سرعان ما تم تكذيب الشائعة، حيث أن والد رشا يُدعى مجدي عبده عوض، بينما والد هيدي هو رجل الأعمال الشهير مجدي راسخ.

### 2012
أثناء نشرة التاسعة مساءًا، اتهمت بالخروج عن النص ونشر أكاذيب والتحريض على قتل المتظاهرين في واقعة ماسبيرو وتم وقفها عن العمل وتحويلها للتحقيق، وسرعان ما تم إخلاء سبيلها وتبرئتها من التهم المنسوبة إليها، وعادت للعمل مرة أخرى الأمر الذي أثار غضب الكثير من المتظاهرين الذين شاركوا في اعتصام ماسبيرو.

### 2014
تعاقدت قناة «صدى البلد» مع رشا مجدي، وذلك بعد أن عملت بالتلفيزيون المصري لأكثر من عشرين عامًا.

### 2017
علقت رشا على حادث تفجير مسجد بالعريش تعليقًا غير صائب، الأمر الذي أثار الانتقادات حولها مرة أخرى، وهنا وقفت رشا عن العمل مرة أخرى وحولت للتحقيق، ولم تمر أيامًا حتى عادت للظهور على شاشة التلفيزيون من جديد بعد تبرئتها من التهم المنسوبة إليها

## شائعة وفاتها
بعد انتشار جائحة كورونا وأثناء شهر رمضان، توقّف برنامج صباح البلد على قناة صدى البلد حتى انتهاء رمضان ليعاود نشاطه من جديد بدءًا من عيد الفطر. في تلك الفترة، استغل مروجو الشائعات وفاة «رشا حلمي» إحدى العاملين بمبنى اتحاد الإذاعة والتلفيزيون المصري (ماسبيرو) بفيروس كورونا ليروجوا شائعة وفاتها، ولكن نفت رشا مجدي بنفسها الشائعة وأكدت أنها بخير وأن سبب عدم ظهورها هو وقف نشاط البرنامج في شهر رمضان كالمعتاد.